# Centropyge aurantonotus
Centropyge aurantonotus es una especie de pez marino de la familia Pomacanthidae.

## Características
Esta especies de pez es omnívoro, con cuerpo azul y amarillo, con coloración naranja desde la cara al final de la aleta dorsal. Es fácil confundirse con el pez Centropyge acanthops (pero en este, el amarillo de coloración anaranjada se extiende para cubrir toda la espalda). Es nativa del sur de Mar Caribe y las aguas costeras de Brasil, alcanza una longitud máxima de 8 cm.
Su hábitat natural son los arrecifes.